# Кастельгайар
Кастельгайа́р (фр. Castelgaillard, окс. Castèthgalhard) — коммуна во Франции, находится в регионе Юг — Пиренеи. Департамент — Верхняя Гаронна. Входит в состав кантона Л’Иль-ан-Додон. Округ коммуны — Сен-Годенс.
Код INSEE коммуны — 31115.

## География

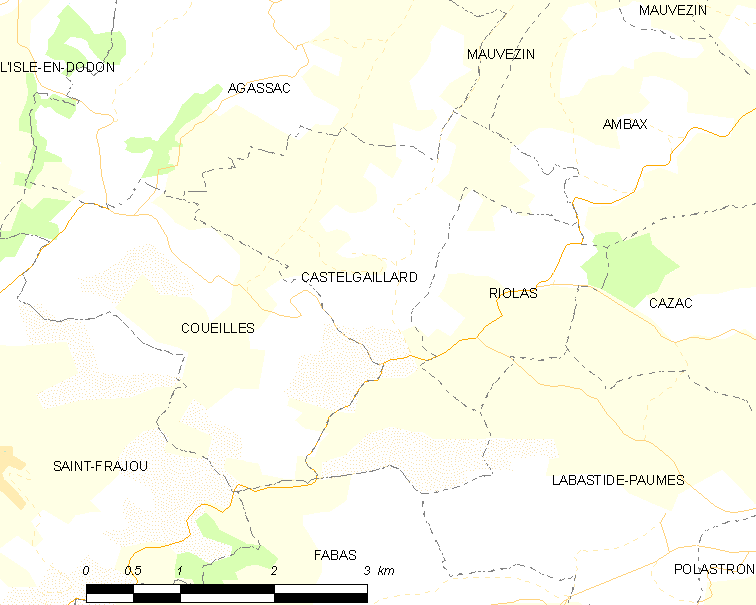
Карта коммуны

Коммуна расположена приблизительно в 630 км к югу от Парижа, в 55 км к юго-западу от Тулузы.
По территории коммуны протекает небольшая река Осу.

## Климат
Климат умеренно-океанический. Зима мягкая и снежная, весна характеризуется сильными дождями и грозами, лето сухое и жаркое, осень солнечная. Преобладают сильные юго-восточные и северо-западные ветры.

## Население
Население коммуны на 2010 год составляло 58 человек.
| 1962 | 1968 | 1975 | 1982 | 1990 | 1999 | 2010 |
| ---- | ---- | ---- | ---- | ---- | ---- | ---- |
| 120  | 115  | 100  | 84   | 67   | 66   | 58   |

## Администрация
| Период | Период | Фамилия        | Партия | Примечания |
| ------ | ------ | -------------- | ------ | ---------- |
| 2001   | 2008   | Жан Бак        |        |            |
| 2008   | 2020   | Кристиан Ларьё |        |            |

## Экономика
В 2010 году среди 33 человек трудоспособного возраста (15—64 лет) 26 были экономически активными, 7 — неактивными (показатель активности — 78,8 %, в 1999 году было 63,6 %). Из 26 активных жителей работали 24 человека (15 мужчин и 9 женщин), безработных было 2 (2 мужчин и 0 женщин). Среди 7 неактивных 2 человека были учениками или студентами, 2 — пенсионерами, 3 были неактивными по другим причинам.